# Acalolepta aesthetica
Acalolepta aesthetica là một loài bọ cánh cứng trong họ Cerambycidae.